# Vera Lúcia Maia
Vera Lúcia Ferreira Maia foi eleita Miss Brasil Mundo em 1963. É a terceira representante desse estado a ostentar esse título. O concurso nacional foi realizado nesse ano na cidade do Rio de Janeiro.